# 朗波特 (新澤西州)
朗波特（英語：Longport）是位於美國新澤西州大西洋縣的自治市鎮。

## 人口
根據2020年美國人口普查的數據，朗波特的面積為4.03平方千米，當中陸地面積為1.02平方千米，而水域面積為3.01平方千米。當地共有人口893人，而人口密度為每平方千米222人。